# Kleine viltinktzwam
De kleine viltinktzwam (Coprinellus xanthothrix) is een schimmel behorend tot de familie Psathyrellaceae. Hij leeft saprotroof op hout, vooral op dode, liggende takken van loofbomen in bossen en parken op voedselrijke bodems. 

## Kenmerken

### Uiterlijke kenmerken
Hoed
De hoed is bij jonge vruchtlichamen tot 40 × 35 mm groot. De vorm is eivormig, ellipsvormig of bijna bolvormig. Naarmate het rijpt, zet het uit en wordt conisch en uiteindelijk convex, tot een diameter van 70 mm. Het oppervlak in het midden van de hoed is licht okerkleurig of bleek roestkleurig en wordt naar de rand toe lichter. Het is bedekt met kleine, vlokkige overblijfselen van een crèmekleurige of okerkleurige omhulling en bruin in het midden van de hoed.
Lamellen
De lamellen staan dit bij elkaar en zijn smal aangehecht. Ze zijn 3–8 (–10) mm breed, 55 tot 60 in aantal, met interlamellen (l = 3–5). Ze zijn aanvankelijk wit, worden dan donkerder door de sporen. Via grijsbruin worden ze uiteindelijk zwart.
Steel
De steel heeft een hoogte van 4 tot 10 cm, dikte van 0,4 tot 1 cm, cilindrisch met een knotsvormige basis. Het oppervlak is wit, alleen de basis is vaak roestkleurig.
Sporenprint
De sporenprint is zwartachtig.

### Microscopische kenmerken
De sporen zijn ovaal of ellipsvormig, slechts enkele van opzij gezien boonvormig en meten 6,7–9,9 × 4,4–6,3 × 4,9–5,1 µm. Ze zijn roodbruin en hebben een ronde bodem en bovenkant. De kiempore is excentrisch gelegen en 1,3 µm breed. Basidia zijn 4-sporig en meten 14–34 × 7–9 µm. Pleurocystidia zijn bijna bolvormig, ellipsoïde of bijna cilindrisch en meten 50–125 × 30–65 µm. Cheilocystidia  gedeeltelijk lageniform. Caulocystidia 30–130 × 12–38 × 5–14 µm, tonvormig. Het omhulsel bestaande uit ketens van cellen van verschillende vormen: cilindrisch, ellipsoïde, spoelvormig of bijna bolvormig. Er zijn geen gespen, alleen quasi-gespen.

## Verspreiding
In Europa is de kleine viltinktzwam wijd verspreid en algemeen. De kleine viltinktzwam komt voor algemeen voor in Nederland. Hij staat niet op de rode lijst en is niet bedreigd.

## Naamgeving
De wetenschappelijke naam werd gepubliceerd in 1941 door Henri Romagnesi als Coprinus xanthothrix. Als resultaat van fylogenetisch onderzoek uitgevoerd aan het begin van de 21e eeuw, stelden mycologen vast dat het geslacht Coprinus polyfyletisch is en verdeelden ze het in verschillende geslachten. De huidige door Index Fungorum erkende naam is aan deze soort gegeven door Vilgalys, Hopple en Johnson in 2001.

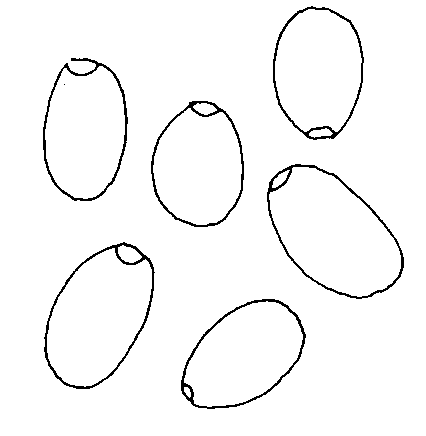
Sporen